# أكاذيب حواء (فلم)
أكاذيب حواء فيلم مصري تم إنتاجه عام 1969، من إخراج فطين عبد الوهاب وبطولة أحمد مظهر وسميرة أحمد ومحمد عوض.

## تمثيل
- أحمد مظهر
- سميرة أحمد
- محمد عوض
- عمر ذو الفقار
- عقيلة راتب
- خيرية أحمد
- عصمت محمود
- إبراهيم سعفان

## روابط خارجية
- مقالات تستعمل روابط فنية بلا صلة مع ويكي بيانات